# Ручковское сельское поселение
Ручко́вское се́льское поселе́ние (карел. Ručkin kyläkunda) — упразднённое муниципальное образование в составе Максатихинского района Тверской области России. Административный центр — поселок Ручки. На территории поселения находятся 18 населённых пунктов.
Главой администрации является Бойкова Надежда Андреевна.
Из расположенных в Ручковском сельском поселении населенных пунктов самое раннее упоминание имеется о селе Загородье. Оно со всех сторон окружено сосновыми борами и смешенными лесами. Это одно из самых древних поселений в Максатихинском районе.
В конце XVIII века в селе Загородье на пожертвования прихожан была построена Преображенская церковь, которая действует по настоящее время.
Социальную сферу в поселении представляют: два Дома культуры, две библиотеки, начальная общеобразовательная школа, два медицинских пункта, сеть магазинов.
На территории поселения работают СПК «Крестьянин» и СПК «Горка».

## География
- Общая площадь: 132,61 км²
  - земли сельхозугодий: 43,98 км² (33,2 %)
  - застроенные земли: 0,66 км² (0,5 %)
- Расположение: западная часть Максатихинского района
- Граничит:
  - на северо-западе — с Труженицким сельским поселением
  - на северо-востоке — с Селецким сельским поселением
  - на востоке — с Рыбинским сельским поселением и Городским поселением посёлок Максатиха
  - на юге — с Кострецким сельским поселением
  - на западе — с Малышевским сельским поселением
- Основные реки: Молога, Волчина, Ворожба.

## История
Закон Тверской области от 8 октября 2014 года:

## Население
Национальный состав: русские и тверские карелы.
В состав поселения входят следующие населённые пункты (численность по состоянию на 01.01.2009):
| №  | Наименование                  | Вид     | Хозяйств | Жителей |
| -- | ----------------------------- | ------- | -------- | ------- |
| 1  | Андрианиха                    | деревня |          |         |
| 2  | Горка                         | деревня |          |         |
| 3  | Горка                         | хутор   |          |         |
| 4  | Дюдьково                      | хутор   |          |         |
| 5  | Ежино                         | хутор   |          |         |
| 6  | Загородье                     | деревня |          |         |
| 7  | Кедровка                      | хутор   |          |         |
| 8  | Коргово                       | деревня |          |         |
| 9  | Ново-Отрадное                 | деревня |          |         |
| 10 | Новое Райдино                 | деревня |          |         |
| 11 | Паржа                         | хутор   |          |         |
| 12 | Преображение                  | деревня |          |         |
| 13 | Ручки                         | деревня |          |         |
| 14 | Селищи                        | деревня |          |         |
| 15 | Толоцкое                      | деревня |          |         |
| 16 | Фомино                        | деревня |          |         |
| 17 | Чикулиха                      | деревня |          |         |
| 18 | Ямники                        | деревня |          |         |
|    | Ручковское сельское поселение | СП      |          | 665     |